# Sardes (peuple)
Pour les articles homonymes, voir Sardes et Sarde (homonymie).
Les Sardes sont un peuple d'Europe du Sud originaire d'une île d'Italie, la Sardaigne, en Méditerranée occidentale ,,. On les appelle  Sardos ou Sardus en sarde, Sardi en italien et sassarais, Saldi en gallurais, Saldus en catalan alguérois, Sordi en ligure tabarquin.

## Étymologie

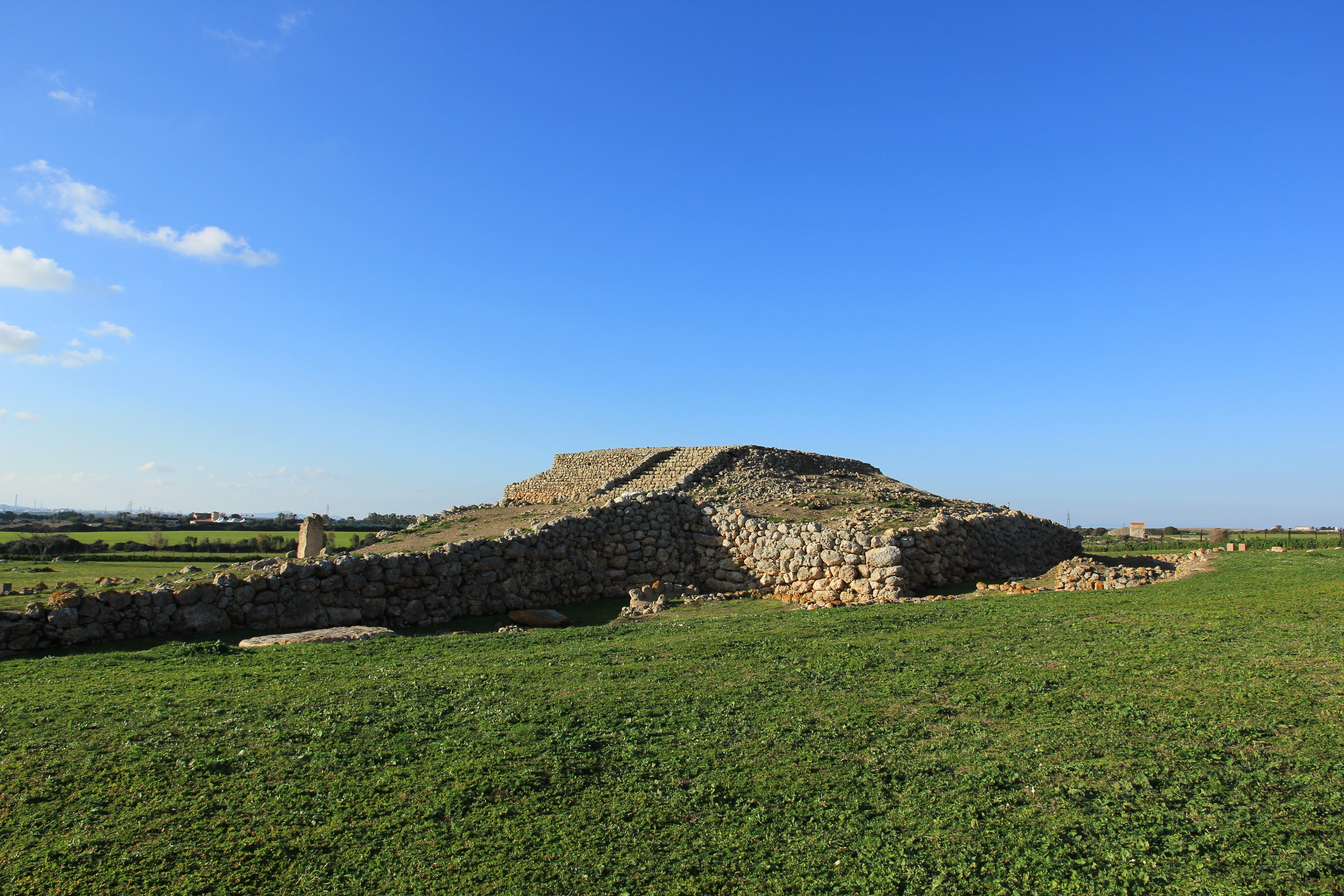
Le seul temple mégalithique à gradins en Europe, la ziggurat de Mont d'Accoddi, érigée par les Sardes pré nuragiques de la culture d'Ozieri et d'Abealzu-Filigosa.

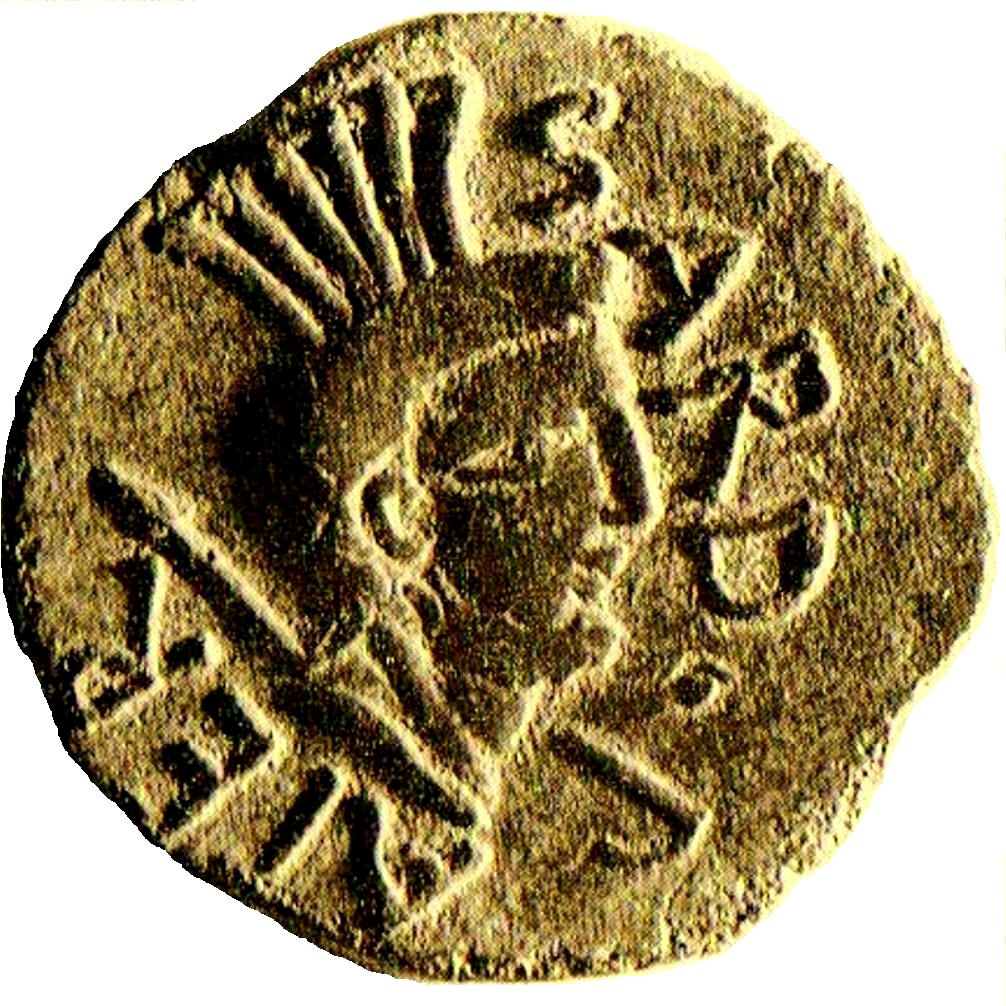
Représentation du Sardus Pater Babai dans une monnaie romaine (59 av. J.-C.)

L'origine ethnique des Sardes n'est pas claire,; l'ethnonyme "S(a)rd" appartient au substratum linguistique pré-indo-européen. Il fait sa première apparition sur la stèle de Nora, où le mot Šrdn (Shardan) témoigne de l'existence de cet ethnonyme lorsque les marchands phéniciens sont arrivés sur les rives de la Sardaigne.
Selon Timée, l'un des dialogues de Platon, la Sardaigne et son peuple, les "Sardonioi" ou "Sardianoi" (Σαρδονιοί ou Σαρδιανοί), pourraient avoir été nommés après "Sardò" (Σαρδώ), une femme légendaire de Sardes (Σάρδεις), capitale de l'ancien royaume de Lydie en Anatolie,,. Pausanias et Salluste rapportèrent plutôt que les Sardes remontaient à un ancêtre mythique, un fils libyen d'Hercule ou Makeris (surnom apparenté au berbère Maqqur "Il est le plus grand" ou associé à la figure de Melqart) et révéré comme Sardus Pater Babai ("Père Sarde" ou "Père des Sardes"), qui donna son nom à l'île,,,,,. Il a également été affirmé que les anciens sardes étaient associés au Shardanes (šrdn en égyptien), l'un des Peuples de la mer,,,,,,.
L'ethnonyme était alors romanisé, en ce qui concerne la forme singulière masculine et féminine, comme sardus et sarda.

## Origine

### Préhistoire
La Sardaigne a été peuplée par vagues de nouveaux arrivants entre le Paléolithique supérieur, le Mésolithique et le Néolithique ancien, par des peuples qui venaient de la péninsule ibérique et de la péninsule italienne. À la moitié du Néolithique d’autres populations arrivèrent depuis la zone des Pyrénées-Provençales, et ensuite depuis des îles se trouvant dans la mer Égée (Crète et Cyclades) ; aux premières on doit le mégalithisme, aux autres la culture de Ozieri, répandue dans toute l’île. Au Enéolithique
apparaît la culture de Monte Claro puis la culture campaniforme (bocal en terre cuite), introduite depuis la zone franco-ibérique et l’Europe centrale par des petits groupes d’individus qui furent amenés à vivre avec les populations locales,. À cette culture nous devons, notamment, de nouvelles techniques de travail du métal, de nouveaux styles de céramiques, et, probablement, une langue indo-européenne. Durant la première période de l’âge du bronze, la culture du vase campaniforme, est apparue avec des influences poladiennes, transformant la culture de Bonnanaro.

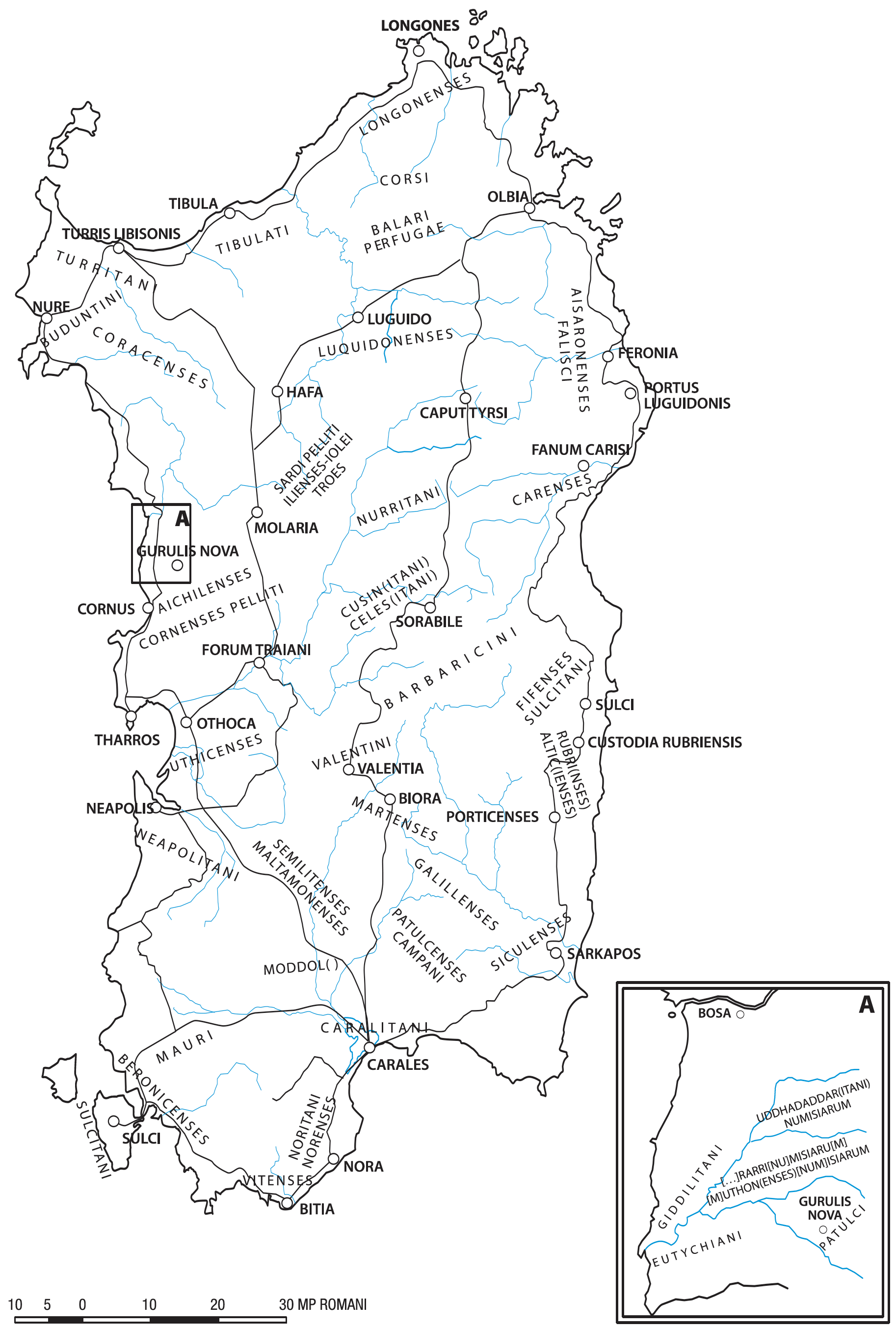
Les tribus sardes décrites par les Romains.

La civilisation nuragique apparaît à l’âge du bronze moyen, tandis que l’île se peuple d'un grand nombre de tribus : les ethnies les plus importantes sont les Balari, les Ilienses et les Corsi ; cette dernière a donné le nom à l’île de Corse (Còssiga en sarde), à ne pas confondre avec les corses modernes. Selon certaines études, les anciens Sardes auraient un lien avec la population appelée Shardanes.
Nous ne savons pas quelle(s) langue(s) se parlait en Sardaigne à cette époque. Il se pourrait que la langue nuragique (limba / lingua nuraghesa en sarde) ait des ressemblances avec le basque, ou bien alors avec la langue étrusque. D’autres études montrent, cependant, que la Sardaigne avait d'autres systèmes linguistiques, pré-indo-européens ou indo-européens.

### Histoire antique
Au Xe siècle av. J.-C., les Grecs eubéens pratiquent le commerce avec les autochtones. À la même époque, les Phéniciens ont fondé plusieurs colonies et ports sur la côte méridionale et occidentale, comme Karalis, Nora, Bithia, Sulky et Tharros. Partant des mêmes régions, où les relations entre les Sardes indigènes et les colons phéniciens avaient été jusqu'alors pacifiques, les Carthaginois ont procédé à l'annexion de la partie sud et ouest de la Sardaigne à la fin du VIe siècle av. J.-C. Les Sardes indigènes auraient conservé de nombreuses affinités culturelles avec les anciennes populations puniques-berbères du continent nord-africain.
Après la première guerre punique, toute l'île a été conquise par les Romains au IIIe siècle av. J.-C. La Sardaigne et la Corse sont alors devenues une seule province ; cependant, il a fallu plus de 150 ans aux Romains pour parvenir à soumettre les tribus nuragiques plus belliqueuses de l'intérieur, et après 184 ans depuis que les Sardes sont tombées sous l'emprise romaine, Cicéron a constaté qu'il n'y avait toujours pas sur l'île une seule communauté qui avait eu des relations amicales avec le peuple romain,,. Même à partir des anciens établissements sardo-carthaginois, avec lesquels les montagnards sardes avaient formé une alliance dans une lutte commune contre les Romains, émergeaient des tentatives indigènes de résistance à l'assimilation culturelle et politique ; des magistrats de style punique, les suffètes, exercèrent un contrôle local à Nora et Tharros jusqu'à la fin du Ier siècle av. J.-C., bien que deux suffètes aient existé à Bithia jusqu'au milieu du IIe siècle apr. J.-C..
Pendant la domination romaine, il y a eu un flux d'immigration considérable de la péninsule italienne vers l'île ; des sources anciennes mentionnent plusieurs populations d'origine italique s'installant en Sardaigne, comme les Patulcenses Campani (de Campanie), les Falisci (du sud de l'Étrurie), les Buduntini (des Pouilles) et les Siculenses (de Sicile) ; des colonies romaines s'établissent également à Porto Torres (Turris Libisonis) et à Uselis. Les immigrés italiques étaient confrontés à une coexistence difficile avec les indigènes, qui étaient réticents à s'assimiler à la langue et aux coutumes des colons ; de nombreux aspects de l'ancienne culture sardo-punique ont persisté jusqu'à l'époque impériale, et les terres intérieures, principalement montagneuses, ont reçu le nom de Barbaria ("Terre des Barbares", similaire à l'origine du mot "Barbarie"), en témoignage de l'esprit farouchement indépendant des tribus qui y habitaient (en fait, elles ont continué à pratiquer leur religion indigène préhistorique jusqu'à l'époque du pape Grégoire Ier).
Cependant, en définitive c’est de cette façon que les Romains ont beaucoup « latinisé » la Sardaigne et les Sardes, y compris les montagnards qui vivaient dans la Barbaria. Pendant longtemps les coutumes antiques ont été conservées. Le sarde moderne est, en effet, considéré comme une des langues romanes les plus conservatrices,,.

### Moyen Âge
Après la chute de l’Empire romain d’Occident, la Sardaigne fut envahie par les Vandales, les Byzantins, les Ostrogoths, puis encore par les Byzantins qui sont revenus par la suite. C'est à cette époque que l'île a été, une fois de plus dans son histoire, rattachée à l'Afrique du Nord dans le cadre de l'Exarchat d'Afrique. La conquête arabe de l'Afrique du Nord aurait provoqué l'émigration d'un certain nombre de Berbères qui s'étaient trouvés déplacés par la guerre, vers la Sardaigne en tant que réfugiés, où ils ont été accueillis et rapidement assimilés à l'élément ethnique sarde. Parallèlement, des colonies sardes ont été établies au Maghreb, par lequel on ne désignait autrefois que l'Algérie occidentale et le Maroc, et en Ifriqiya (correspondant en gros à la Tunisie moderne), comme la colonie de Sardāniya ("Sardaigne") à proximité de Kairouan qui, selon le chercheur Giuseppe Contu, changera plus tard de nom pour devenir Sbikha.
Au Moyen Âge, l’île a été gouvernée par quatre royaumes indépendants, les Judicats ; excepté le Judicat d'Arborée, ils sont tombés progressivement sous influence étrangère, pisane et génoises, et de certaines familles importantes, comme les Doria, les Malaspina et Della Gherardesca. Les Doria ont fondé les villes  d’Alghero (s'Alighera en sarde,  l’Alguer en catalan) et de Castelsardo (Castheddu), alors que les pisans ont construit le fameux Castel di Castro (dit aussi le château Casteddu) ; de plus, le comte Ugolin della Gherardesca a fait naître la ville de Villa di Chiesa (aujourd'hui Iglesias).

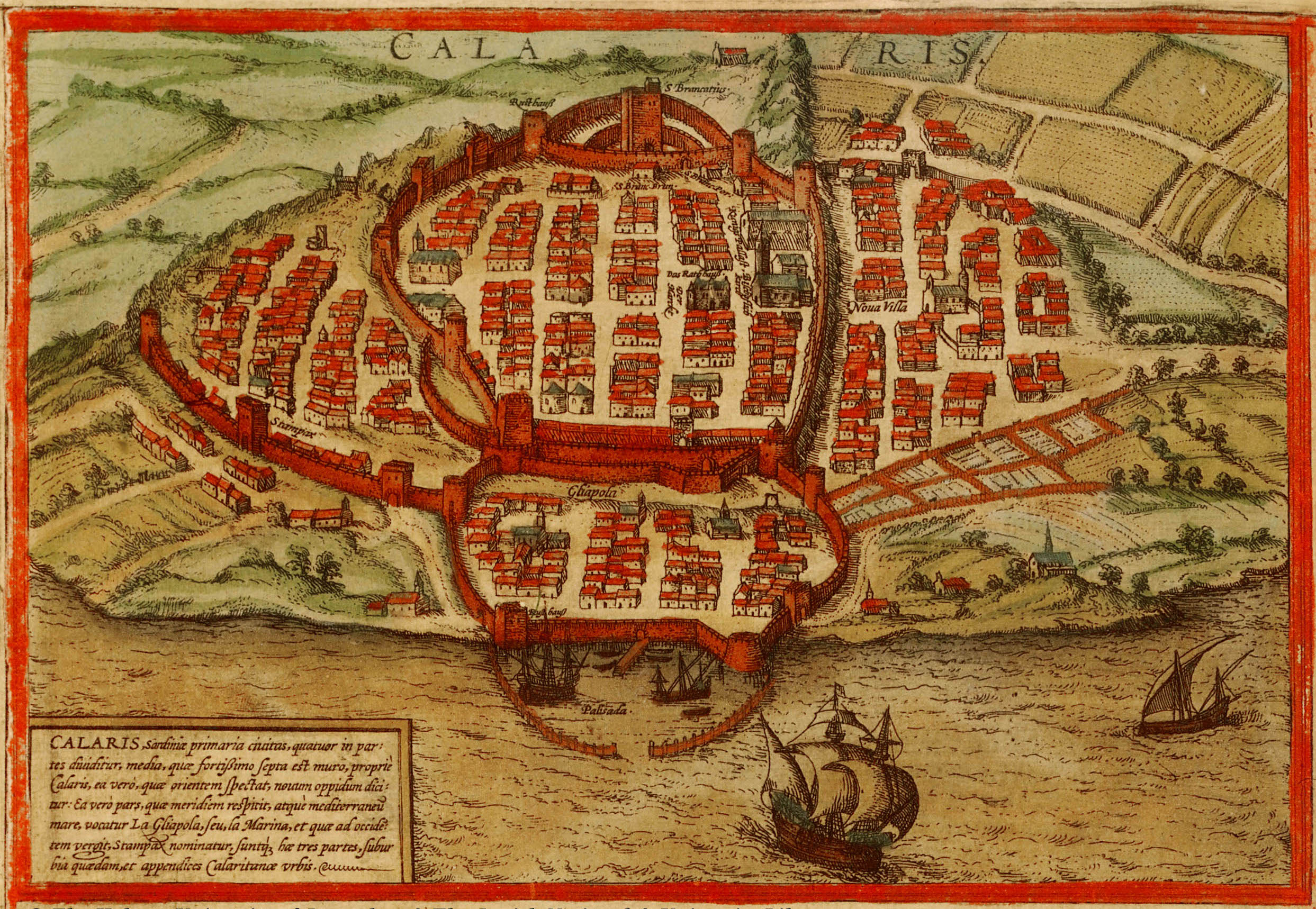
Vue de Cagliari (Caralis) en 1572 (Civitates orbis terrarum).

Après que les Aragonais se sont emparés des terres sardes qui appartenaient à Pise, entre 1323 et 1326, le Judicat de Arbarée (ancien allié) est entré dans une guerre de résistance contre eux entre 1353 et 1420, la couronne d'Aragon a conquis toute la Sardaigne ; le royaume de Sardaigne aragonais a peuplé des villes comme Castel di Castro et Alghero avec une population étrangère, spécialement de provenance catalane,. Un dialecte catalan est encore parlé à Alghero.

### Âge moderne et époque contemporaine
Aux XVIe et XVIIe siècles, les principales villes sardes, Cagliari (chef-lieu de l’île), Alghero et Sassari (Tàtari en sarde) étaient d'importantes portes d'entrée pour le trafic commercial ; la composition cosmopolite de leurs populations en était la preuve : elles étaient composées non seulement d'indigènes mais également d'étrangers en provenance d'Espagne, d'Italie (notamment de Ligure), de France (du Midi) et surtout de Corse,,. À Sassari particulièrement et sur tout le territoire qui allait de l'Anglona (sous-région du nord de la Sardaigne) à la Gallura, les Corses (désormais toscanisé à cause de la domination pisane) forment la majorité de la population depuis le XVe siècle. Ce phénomène d'immigration corse sur l’« île sœur » de Sardaigne a provoqué la naissance du dialecte sassarais (tataresu en sarde) et gallurais (galluresu en sarde).
Le pouvoir espagnol en Sardaigne se termine en 1713 quand, avec le traité de Utrecht, le royaume de Sardaigne aragonais passe aux Habsbourg d’Autriche ; en 1718, après que les Espagnols ont convoité l’île, ils laissèrent avec le traité de Londres la Sardaigne aux Savoyard de Piémont qui prirent ainsi le tire de « Roi de Sardaigne ». Durant cette période, un flux de ligures venant de l'île de Tabarka (Tunisie du nord, à l’époque sous domination génoise) s’installa sur les petites îles de San Pietro et de San Antioco, en apportant leur dialecte, le tabarquin. Au XIXe siècle, le royaume de Sardaigne piémontais entra en guerre pour conquérir la péninsule italienne et la Sicile, les mettant dans les états de la Terre ferme ; de ce fait est né le Risorgimento italien. En 1861, les Savoyards ont proposé le nom de « Royaume d’Italie » à la place de celui de Sardaigne.

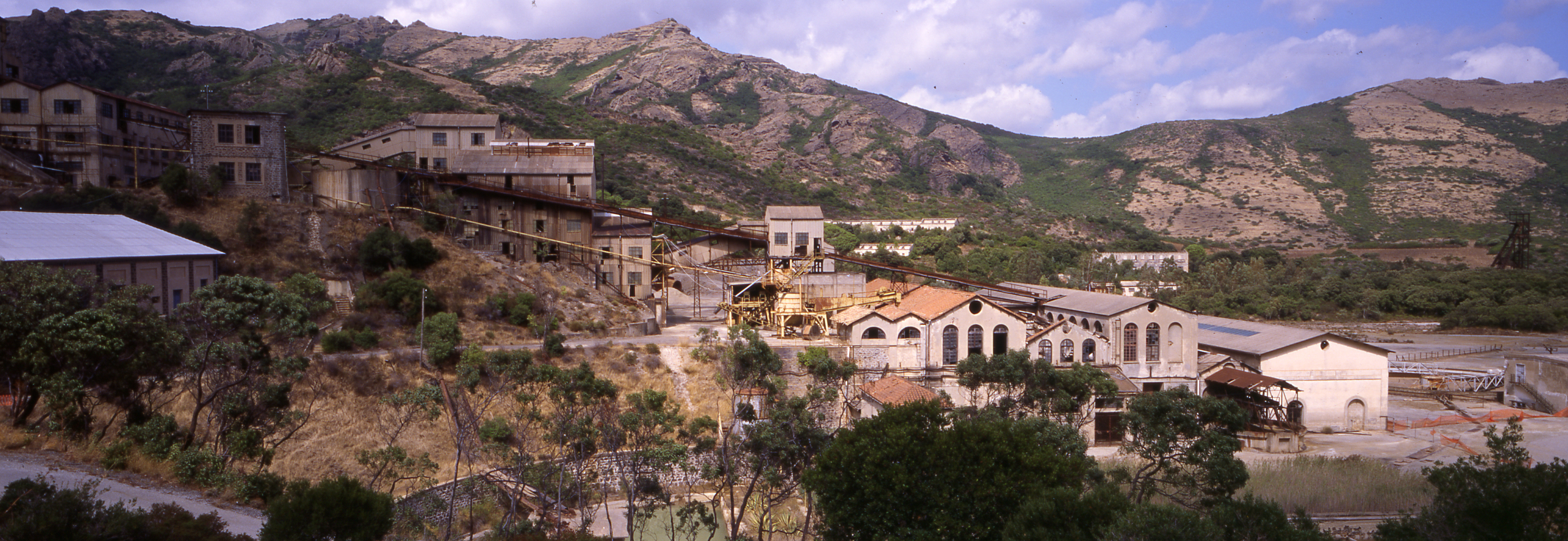
Mine du Montevecchio.

Dans sa Descrizione della Sardegna, en 1812, François IV de Modène écrit que les Sardes sont un peuple originaire des anciennes terres d'Orient et civilisé à la manière espagnole, et qu'en raison de cela, ils constituent une nation à part. En 1844, selon M. Wahlen, les Sardes sont de taille moyenne, mais de constitution robuste ; ils sont « bien faits » et pleins de vigueur ; ils ont les yeux vifs, la physionomie spirituelle et très mobile. Les femmes se remarquent par leurs yeux noirs et par la finesse de leur taille. Ce peuple est doué d'une grande vivacité d'esprit et paraît plus propre aux lettres qu'aux sciences abstraites. À cette époque, on est étonné de l'imagination poétique et de la facilité à versifier des habitants de la campagne. Le Sarde du XIXe siècle est hospitalier, vif et laborieux par boutade ; il aime la chasse, la danse, les festins, les courses de chevaux et le luxe dans ses habillements. Il ne thésaurise pas ; cependant, il est plutôt libéral que généreux ; constant dans sa haine comme dans ses affections, jaloux, il ne pardonne pas la moindre injure faite à son honneur. Très attaché à son pays, il l'est aussi à ses anciens usages ; on lui reproche par ailleurs d'être rusé et vindicatif.
En 1850, avec le développement des mines sardes, de petites populations de travailleurs qui venaient  de la Styrie (Autriche) et des mineurs de Fribourg (Allemagne) se sont installés pour un certain temps dans l’Iglesiente (sous-région du sud-ouest de l’île), surtout dans les environs de Montevecchio (Genna Serapis), Guspini et Ingurtosu. Il se pourrait que les immigrés allemands aient influencé le style architectural et le nom des lieux, comme ont fait les Italiens par la suite ; beaucoup de mineurs provenaient de Lombardie, de Piémont, de Toscane et de Romagne,. Selon un recensement fait par l’ingénieur Léon Goüin, dans les mines de Sardaigne sud-occidentales, sur plus de 10 000 personnes travaillant dans ces mines, une personne sur trois provenait du continent ; la plupart étaient italiens, ils ont élu domicile dans l’Iglesias et ses alentours, en partie pour toujours.
À la fin du XIXe siècle, des pêcheurs venant de Sicile, de Torre del Greco (Campanie) et de Ponza (Latium), migrèrent dans les environs de la Sardaigne orientale, surtout dans les villes de Arbatax/Tortolì, Siniscola (Thiniscole en sarde) et l’île de la Madeleine.
En 1931, on estimait que seulement 3,2% de la population de l'île était originaire de la péninsule italienne. Une politique du gouvernement central allait changer cette situation dans les années suivantes, qui virent un flux d'immigration en provenance de la péninsule italienne : le régime fasciste réinstalla en Sardaigne un grand nombre d'Italiens provenant de régions très diverses comme la Vénétie, les Marches, les Abruzzes et la Sicile, qui furent encouragés à fonder leurs propres colonies. De plus, le régime a encouragé l'exploitation minière et la remise en état des territoires marécageux. Les nouvelles villes de Carbonia, Arborea (ou aussi nommée Mussolinia di Sardegna) et Fertilia, construites par le régime, ont été peuplées de personnes originaires de toutes les régions italiennes.
Après la Seconde Guerre mondiale, une communauté istriotes-italiens a fui à Fertilia et autour de la Nurra (sous-région du nord-ouest de la Sardaigne) ; encore aujourd’hui les personnes âgées parlent l’istriote, le vénitien et le frioulan à Fertilia, Tanca Marchesa et Arborea. Entre-temps, des familles italo-tunisiennes ont peuplé la ville de Castiadas, à l’est de Cagliari.
Depuis la fin de la Seconde Guerre mondiale, avec l'essor économique italien (miracle économique italien) se passe un phénomène historique où les Sardes se déplacent des villages intérieurs vers les villes de Cagliari, Sassari, Porto Torres, Alghero et Olbia, qui aujourd'hui concentrent la majorité de la population sarde.

## Démographie

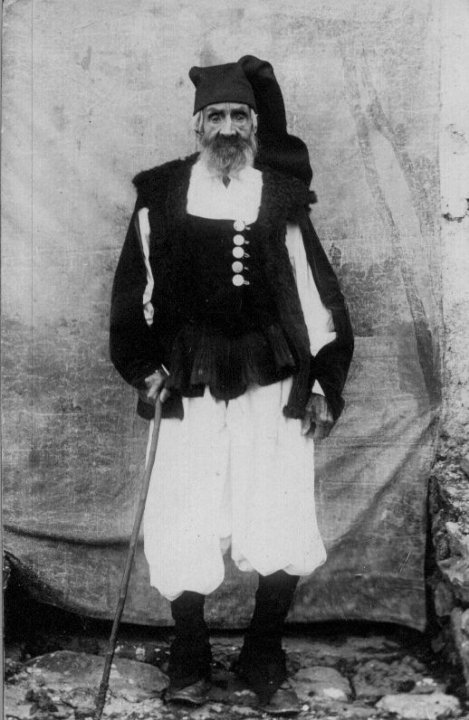
Personne âgée (ultra-nonagénaire) de Ulassai, années 1950.

Avec une densité de 68 habitants/km², la Sardaigne est l’une des régions les moins peuplées d'Italie. Sa situation insulaire aurait conduit sa population à avoir une évolution différente, par rapport à d’autres régions italiennes elles-mêmes situées près de la mer. En effet, historiquement les Sardes ont surtout peuplé le centre de l’île. De nombreuses raisons sont à l’origine de cette tendance : 
- Géographique : la terre étant bonne, elle fut mise à contribution pour y faire paître chèvres et brebis ;
- Historique : les invasions étrangères (d’après le dicton "furat chie benit dae su mare" autrement dit « il vole celui qui vient de la mer ») et les raids sarrasins qui dévalisaient régulièrement la côte la rendant très dangereuse ;
- Environnementale : les plaines avant qu'elles ne soient assainies au XXe siècle, étaient toutes marécageuses et le paludisme y était fréquent.

Le développement du tourisme balnéaire des années 60 a presque inversé la situation : les villes les plus grandes se situent toutes en bordure de mer ; le reste de l’île est constitué de villages peu peuplés et souvent pauvres.
La Sardaigne est la région italienne ayant le plus bas taux de fertilité (1,07 en moyenne pour une femme), elle se trouve à la dernière place en ce qui concerne les naissances ; cependant les migrants augmentent le taux de natalité de l'île ; ceux-ci viennent surtout du continent italien, mais aussi d’Europe orientale (surtout la Roumanie), d'Afrique et de Chine.
En 2013, le nombre d’étrangers sur l'île (sans compter les continentaux) était de 42 159 personnes, soit 2,5 % de la population.

### Espérance de vie
L'espérance de vie moyenne est de 81,9 ans (84,9 pour les femmes et 78,9 pour les hommes).
La Sardaigne est la première « zone bleue » (Blue Zone), c'est-à-dire une des zones du monde où l'on vit plus longtemps. Les Sardes ont, avec les ryukyuaniens de Okinawa (Japon), le nombre le plus élevé de centenaires (22 pour 100 000 habitants).
Cela est dû non seulement à une raison génétique mais aussi par un mode de vie et une structure sociale particulière,.

### Auto-identification
Des enquêtes de population ont été menées, à plusieurs reprises, pour fournir des informations sur l'identité des Sardes, ainsi que sur leur conciliation moderne avec celles liées aux strates institutionnelles de la gouvernance politique. L'enquête la plus détaillée, menée par l'Université de Cagliari et l'Université d'Edimbourg, a recouru à une Question Moreno qui a donné les résultats suivants : (1) seulement sarde, 26% ; (2) plus sarde qu'italienne, 37% ; (3) autant sarde qu'italienne, 31% ; (4) plus italienne que sarde, 5% ; (5) seulement italienne, 1%,,. Un sondage réalisé en 2017 par l'Institut Ixè indique que 51 % des Sardes interrogés se sont identifiés comme sardes (contre une moyenne italienne de 15% qui se sont principalement identifiés selon leur région d'origine) plus que comme Italiens (19%), Européens (11%) et/ou citoyens du monde (19%),.

### Communautés sardes à l'étranger
La plupart des Sardes se trouvent en Sardaigne, mais beaucoup sont partis en dehors de l'île : on pense que, entre 1955 et 1971, 308 000 Sardes se sont exilés sur le continent italien ; quelques Sardes s'étant installé dans le Piémont, la Ligurie, la Lombardie, la Toscane et le Latium. Les Sardes et leurs enfants se trouvent principalement en Allemagne, en Belgique et en Suisse. En Amérique, presque tous les Sardes ont émigré en Amérique du Sud, surtout en Argentine (entre 1900 et 1913, 12 000 Sardes vivaient à Buenos Aires et ses alentours) et en Uruguay (en 1870, 12 500 Sardes étaient à Montevideo).
Des communautés sardes vivent éparpillées dans le monde jusqu'au Brésil (surtout les villes de Belo Horizonte, Rio de Janeiro et São Paulo, au Royaume-Uni et en Australie.

Le drapeau sarde (Les Quatre Maures).

La Sardaigne prend en compte les cercles sardes, qui représentent les communautés sardes exilées : on en compte 145 dans la péninsule italienne et dans le monde.

## Culture

### Langues
En plus de l’italien, que les Savoyards ont apporté seulement en 1760,, les autochtones parlent le sarde, langue néo-latine reconnue comme officielle tardivement, en 1997. Le sarde a été reconnu par la loi sur la protection des minorités ethnolinguistiques d'Italie en 1999, au même titre que les onze autres minorités,,. Cette reconnaissance est due aux nombreuses batailles visant à promouvoir le bilinguisme. Cependant, l'italien est devenu la langue la plus parlée de nos jours, bien que dans une variété régionale spécifique, en raison des diverses phases de conversion linguistique et de italianisation culturelle.
D’autres langues existent aussi sur l'île, lesquelles, ne sont pas à proprement parler sardes sur le plan linguistique et peuvent être considérées elles-mêmes comme minoritaires au sein d'une minorité ; ces langues sont nées quand des personnes (à l'origine non sardes) ont élu domicile dans un lieu et y ont séjourné pendant des siècles. Parmi elles on a le sassarais, dialecte pisan ou corse, ayant beaucoup de sonorités sardes, et le gallurais, considéré selon les études soit comme un dialecte autonome, soit comme un dialecte corse ressemblant beaucoup à celui du village de Sartène. De plus il existe des îlots linguistiques comme l’alguérois, variante du catalan oriental. Des colons venus du continent italien à l’époque du fascisme parlent le vénitien dans des villages comme Fertilia, Maristella et Arborea.
Selon une étude de la région autonome de Sardaigne, le sarde est compris par 1 495 000 personnes, parlé par 1 000 000 et seulement 3 % de la population ne le comprendrait pas. Cependant, en raison d'un modèle de système éducatif italien qui a fortement promu l'italien au détriment du sarde, la langue a connu un déclin au cours du siècle dernier, puisque les personnes qui gardent effectivement le sarde sont progressivement devenues une petite minorité dans leur propre île (en fait, la plupart des Sardes sont aujourd'hui italianisés linguistiquement et culturellement, et on estime que seulement 10 % de la jeune population autochtone possède une certaine compétence active et passive dans la langue,). Aucun effort n’a été fait pour enseigner le sarde à l’école, le nombre de personnes qui l’apprennent est en baisse ; presque 13 % des enfants ont appris le sarde grâce à leurs parents et grands-parents. En l'absence de solution, la langue sarde pourrait mourir dans un laps de temps assez court : l'UNESCO place les deux branches de la langue sarde, le logudorais et le campidanais, parmi celles en sérieux danger de disparition (definitely endangered).
La langue sarde commune (Limba Sarda Comuna ou LSC), forme scripturale de la langue sarde, a été créée dans le but de transcrire les nombreuses variantes du sarde parlé dans un standard unique et fut expérimentalement adoptée en 2006 par la Région Autonome de Sardaigne pour la rédaction de documents officiels ; il a donc un caractère co-officiel. La LSC est utilisée de plus en plus pour certains articles de presse, sur Facebook et même par de nombreuses communes. De plus en plus, des cours d’écriture de sarde sont proposés gratuitement comme à Alghero (où des cours d’alguérois sont aussi proposés), à Sassari et à Cagliari. Des cours de LSC et des livres en sarde sont disponibles sur le site web de la Région Autonome de Sardaigne . De nombreuses villes ouvrent même des offices de langue sarde pour faire exister la langue. Le CROS est un correcteur d’orthographe LSC mis en place par la région autonome de Sardaigne qui peut être téléchargé pour OpenOffice ou LibreOffice.

### Noms de famille
En Sardaigne, les noms de famille les plus portés dérivent de la langue sarde et sont Sanna (Dent), Piras (poires), Pinna (plume) et Melis (Miel),. La plupart d'entre eux dérivent soit de toponymes sardes (par exemple Fonnesu "de Fonni", Busincu "de Bosa" etc.), de noms d'animaux (par exemple Porcu "porc", Piga "pie", Cadeddu "chiot" etc.) ou de la profession, surnom (par exemple Pittau "Sebastian", caractère distinctif (par exemple Mannu "grand"), et filiation (noms de famille se terminant par -eddu qui pourrait signifier "fils de", par exemple Corbeddu "fils/fille de Corbu") ; un certain nombre d'entre eux ont subi une italianisation au cours des siècles les plus récents (par exemple Pintori, Scano, Zanfarino, Spano, etc.). Certains noms de famille locaux dérivent également des termes du substrat paléo-sarde. Le pourcentage le plus important de noms de famille provenant de l'extérieur de l'île provient de la Corse-du-Sud, (comme Cossu, Cossiga, Alivesi et Achenza, originaires respectivement des villes d'Olivese et Quenza), suivis de la péninsule italienne (surtout piémontais mais aussi campanien, sicilien et ligurien, issus du temps du règne savoyard et de la politique d'assimilation, : certains d'entre eux ont été " sardisés ", comme Accardu, Calzinu, Gambinu, Raggiu, etc.) et de l'Espagne (surtout catalans).
Les noms personnels sardes (comme Baínzu "Gavin", Bachis "Bachisius", Bobore "Salvator", Iroxi "Georges", Chìriga "Cyrica", Elianora "Eleanor", Boele "Raphael", Sidore "Isidore", Tiadora "Theodora", etc) ont été attestés dans le passé et étaient communs parmi les insulaires jusqu'à l'époque contemporaine, où ils sont entièrement passés au noms personnels italiens.

### Religion

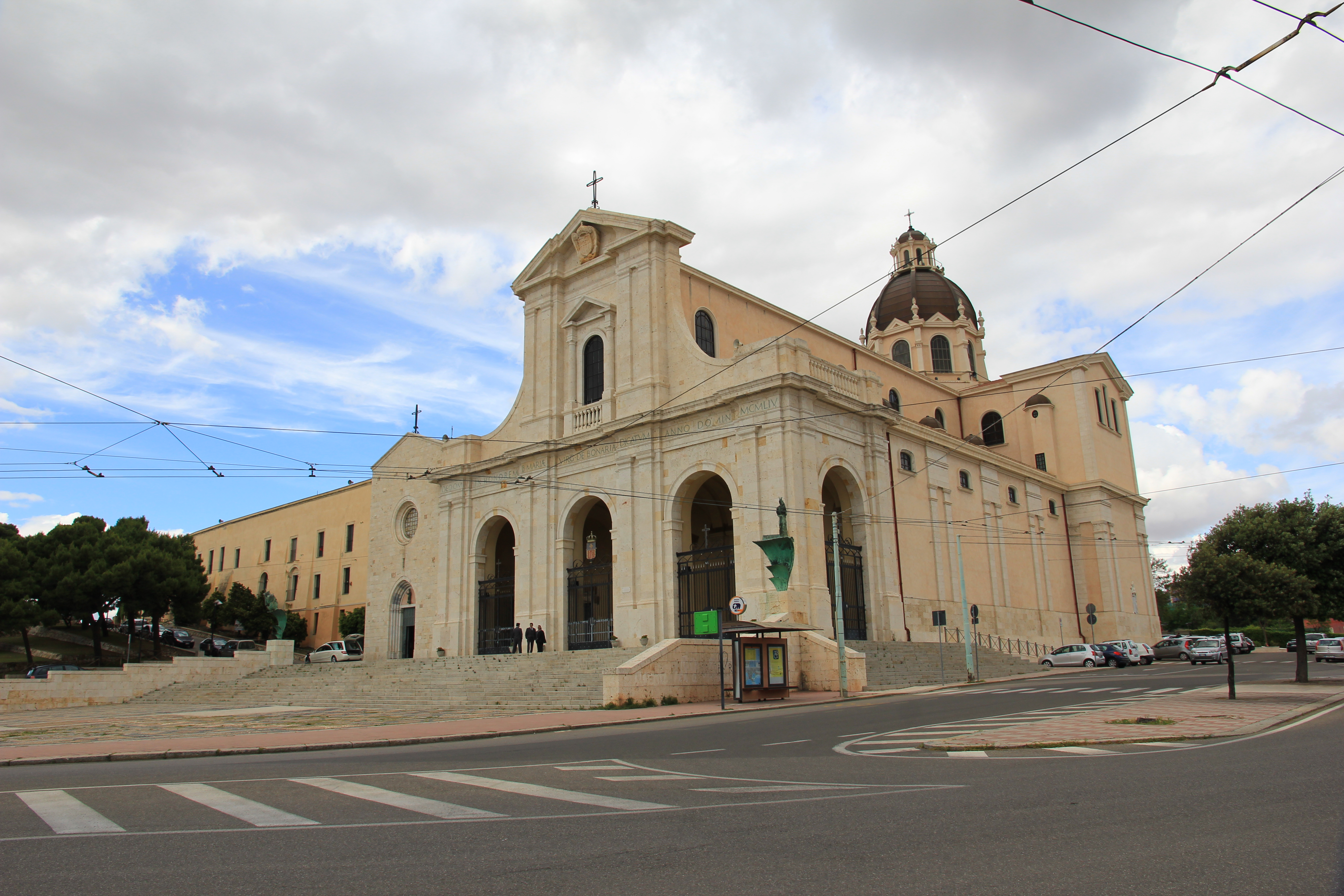
Basilique Notre-Dame de Bonaria en Cagliari.

La plupart des Sardes sont catholiques, on dénote aussi un nombre important d'athées et d'agnostiques, ainsi que la présence d’autres cultes, restant tout de même minoritaires. Notre « Signora di Bonaria » (Segnora de Bonaria) est la sainte patronne de la Sardaigne.

### Costume traditionnel
Richement colorés et ayant des formes variées et originales, les vêtements traditionnels de Sardaigne sont un symbole clair d'appartenance à des identités collectives spécifiques. Bien que le modèle de base soit homogène et commun dans l'ensemble de l'île, chaque ville ou village possède ses propres vêtements traditionnels les différenciant des autres.
Jusqu'au milieu du XXe siècle, le costume traditionnel représentait les vêtements de tous les jours dans la plus grande partie de la Sardaigne, mais même aujourd'hui dans diverses parties de l'île, il est possible de rencontrer des personnes âgées vêtues de ses costumes.

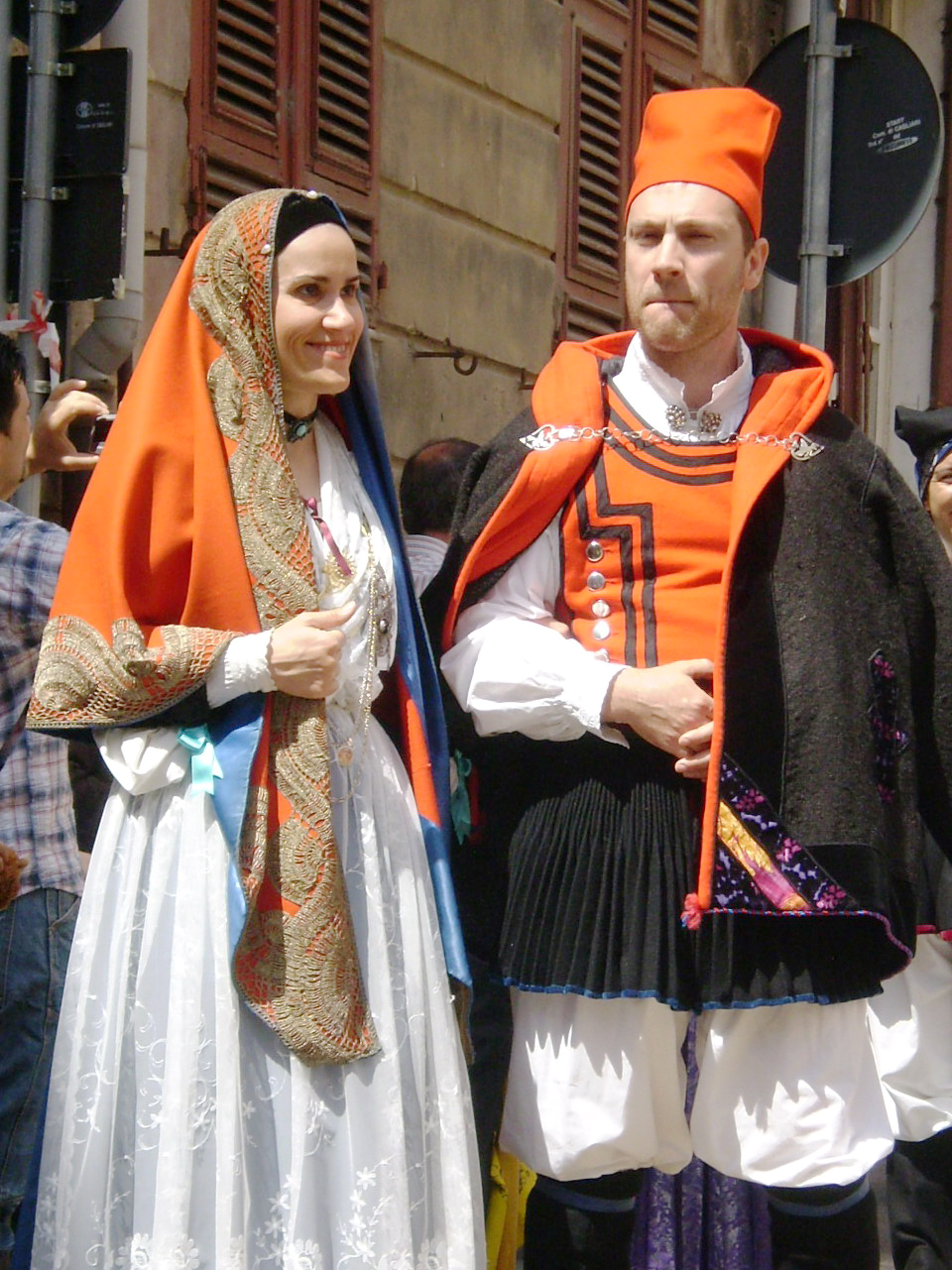
Costume traditionnel de Cagliari.
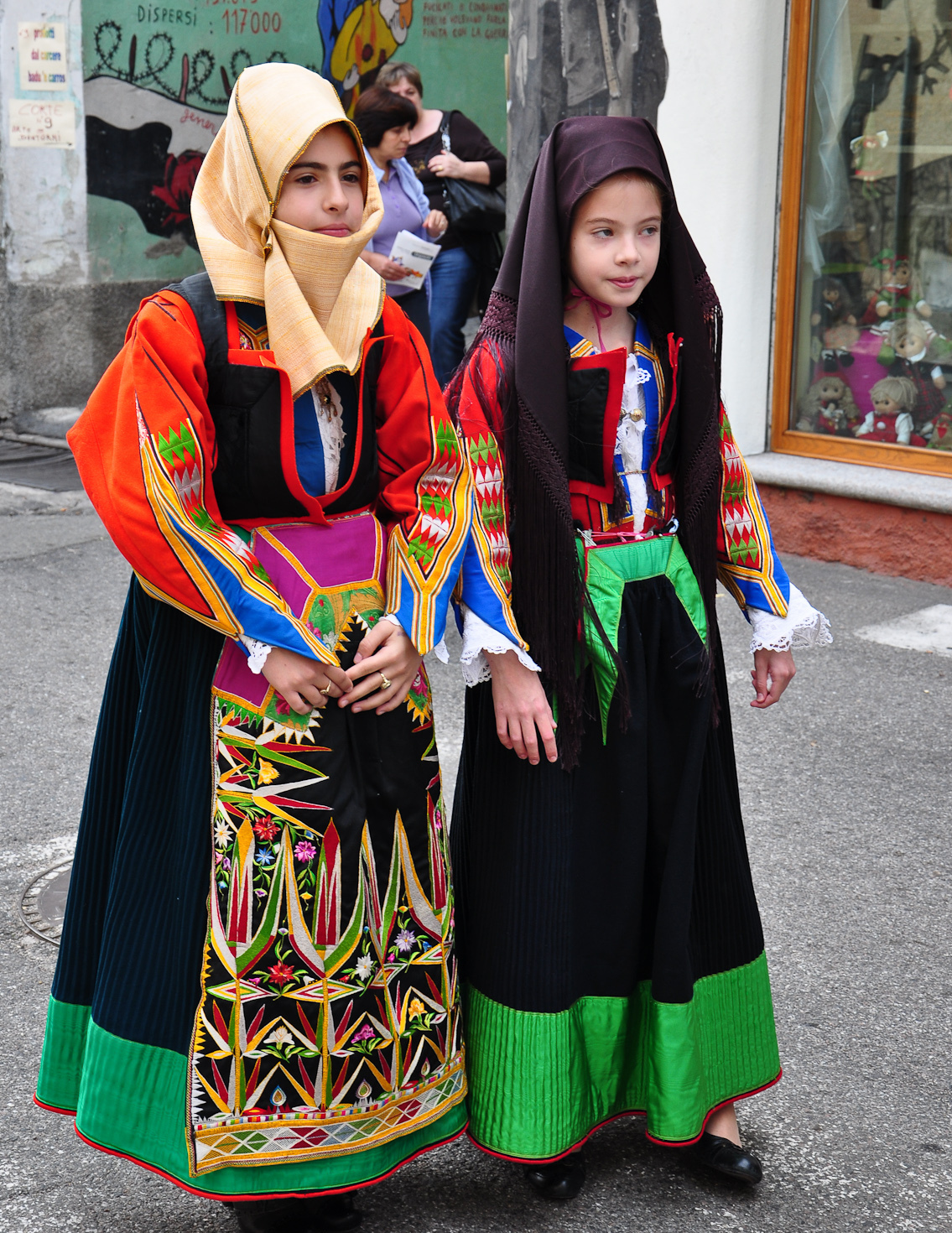
Costume traditionnel de Orgosolo.
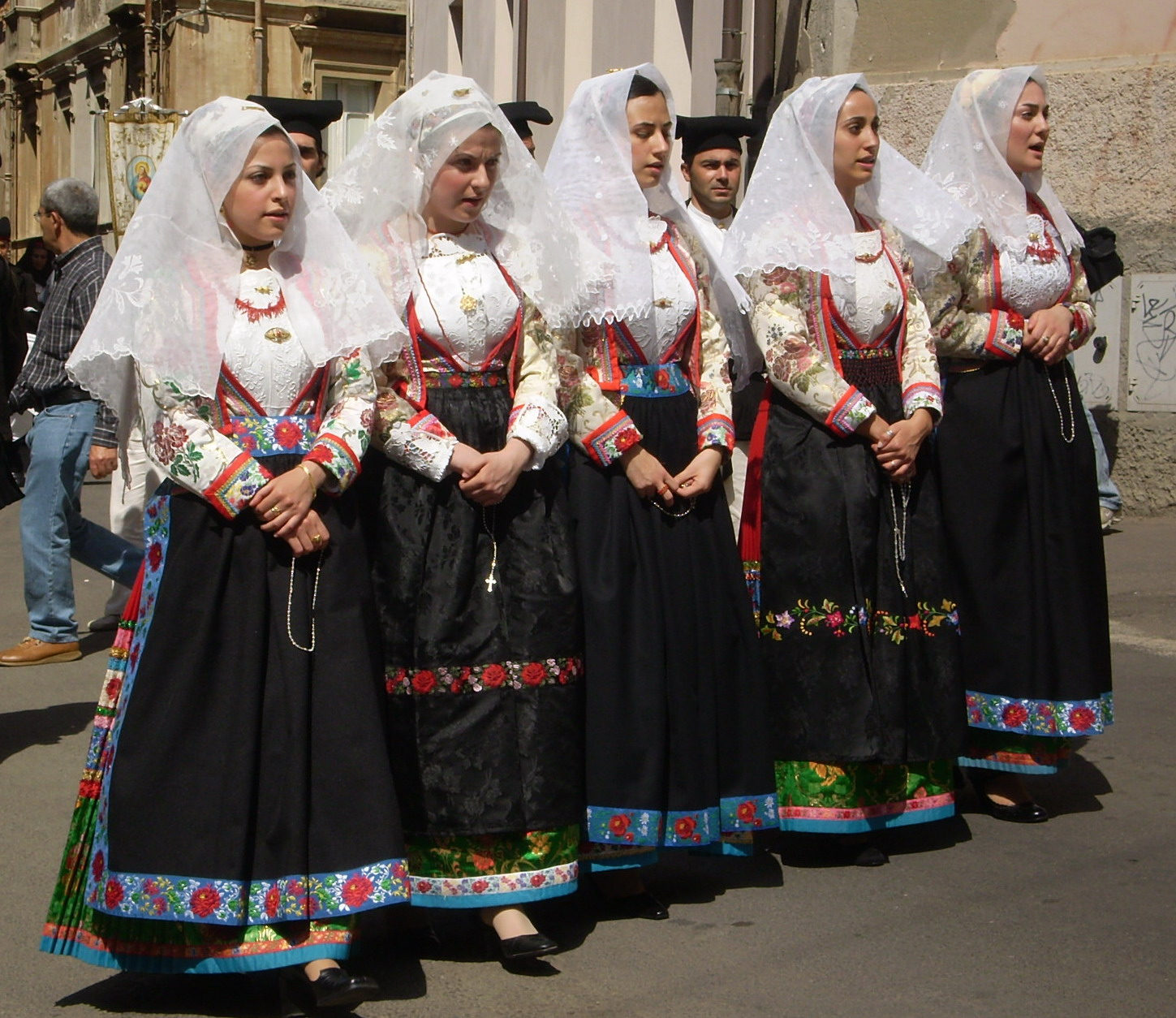
Costume traditionnel de Busachi.
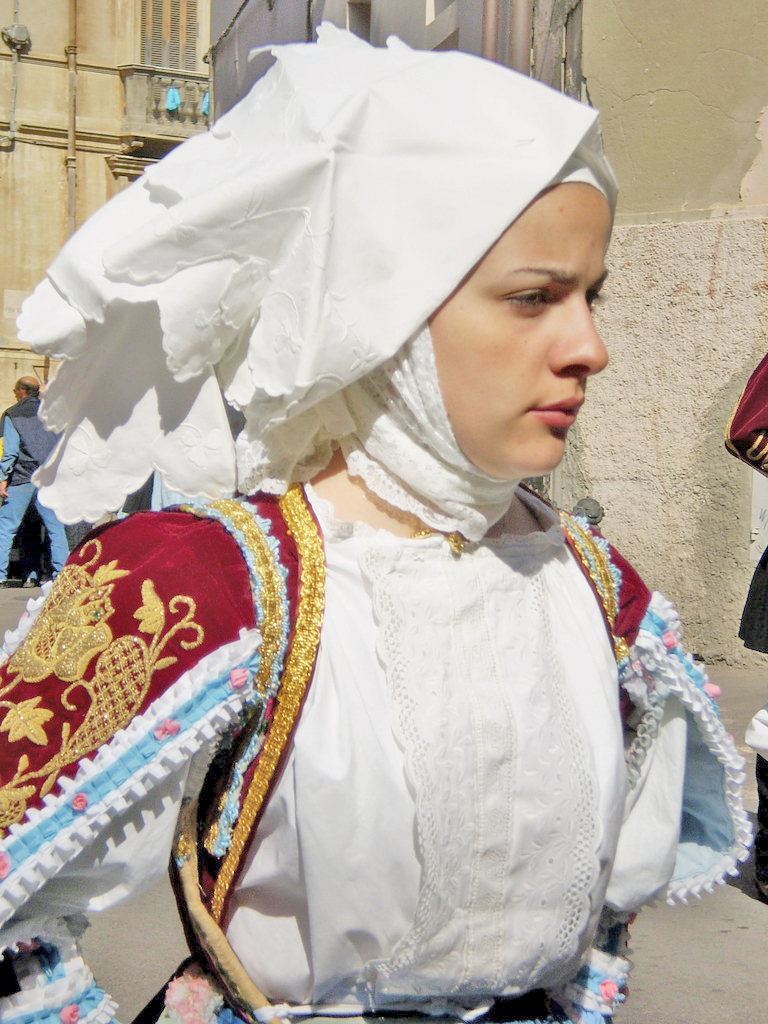
Costume traditionnel de Sennori.

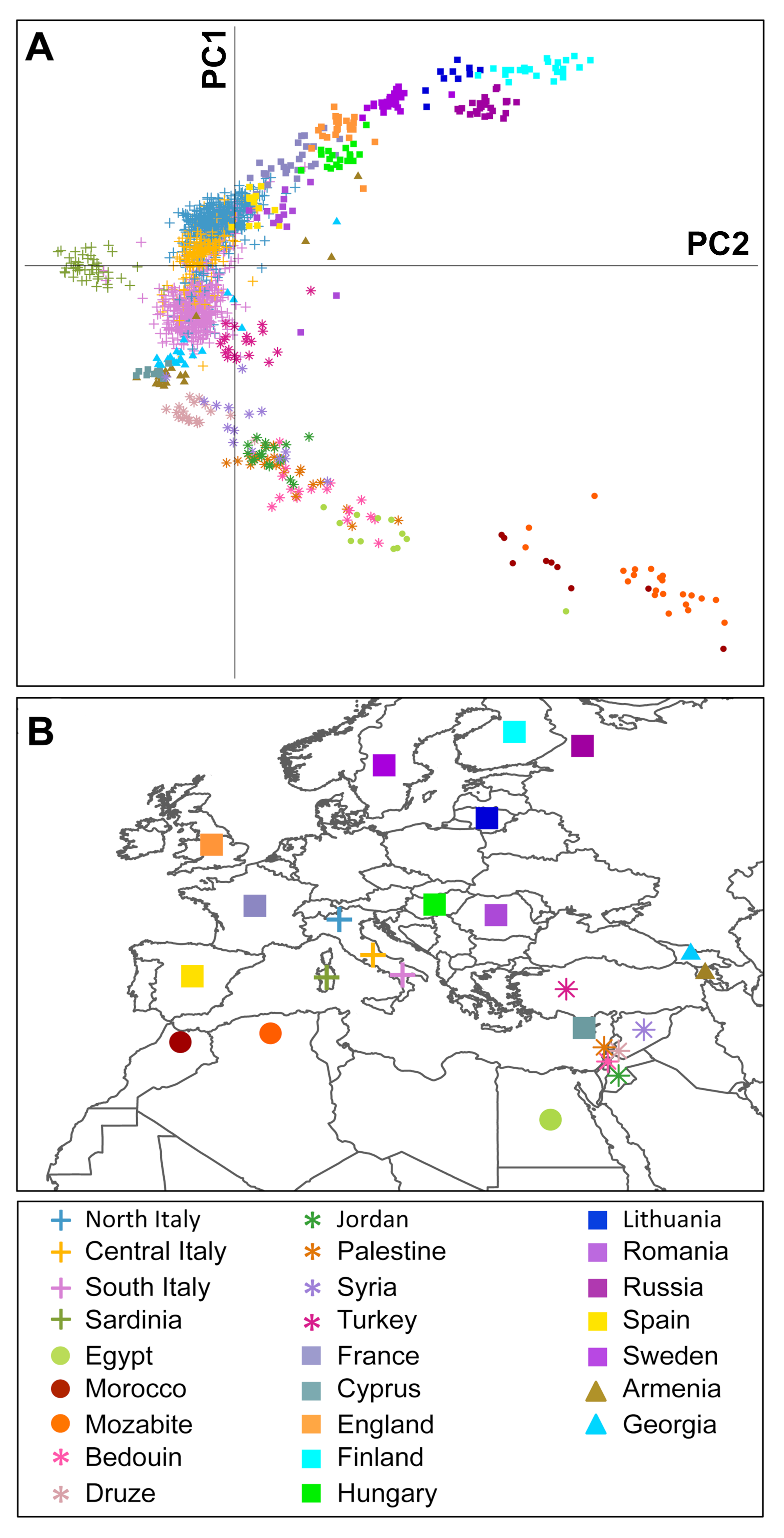
Représentation graphique des principaux composants des populations européennes et méditerranéennes en Europe, Afrique du Nord et Moyen-Orient.

## Particularités génétiques
Les Sardes, bien que faisant partie du pool génétique européen, sont différents des autres européens (avec les Basques, les Samis et les Islandais) à cause de phénomènes particuliers que l’on peut observer d’habitude dans des populations isolées, comme l’effet fondateur et l’éloignement génétique. En raison de leur faible taille effective de population, les Sardes sont supposés avoir subi une dérive génétique importante. Les données semblent dire que les Sardes modernes descendent en grande partie des peuples issus des premières civilisations de l’âge de la pierre, avec une modeste contribution des apports génétiques étrangers au début de l'âge des métaux et des peuples colonisateurs de l'âge historique,. Les chercheurs ont découvert que les Basques étaient la population génétiquement la plus proche des Sardes, et que cette similitude n'est pas due à l'influence des autres Espagnols des temps modernes. La Sardaigne est d'intérêt particulier pour les généticiens car elle représente un grand isolat génétique avec une incidence élevée de nombreuses maladies héréditaires et une distribution particulière d'allèles à de multiples loci. La Sardaigne, avec la Finlande, a la prévalence la plus élevée dans le monde de diabète de Type 1 et une des prévalence les plus élevées pour de multiples scléroses. Plusieurs études ont été menées sur la génétique de la population sarde, à la lumière de la façon dont ces particularités peuvent également permettre de poursuivre la recherche sur certaines pathologies auxquelles les Sardes semblent prédisposées,,, comme le diabète de type 1, la thalassémie et le favisme, la sclérose en plaques,, la maladie cœliaque et les Myopathies à polyglucosans.
Certaines similitudes avec la population sarde, bien que limitées, ont été constatées chez les habitants de la Corse,.
Des comparaisons faites entre le génome des Sardes et celui des gens ayant vécu entre le Néolithique et le début du Chalcolithique, dans la zone alpine (comme Ötzi), allemande, suisse et hongroise ont montré des ressemblances notables entre les deux populations, cependant on peut voir des différences entre les échantillons préhistoriques et les mêmes habitants de ces zones géographiques. De ce fait, on peut en déduire que, alors que l’Europe centrale et l’Europe du Nord ont subi d'importantes transformations à cause du mouvement des peuples post-néolithiques, venant de la périphérie orientale de l’Europe (steppes pontiques-caspienne), l’Europe du Sud et surtout la Sardaigne n’en ont pas beaucoup connu. Dans ce modèle, la Sardaigne, colonisée par les premiers fermiers Européens au début du Néolithique, dispose d’une faible contribution des groupes de chasseurs-cueilleurs.
Ensuite, la Sardaigne est restée largement isolée des migrations successives du continent notamment les expansions de l'Âge du Bronze en provenance des Steppes. L'analyse du partage des allèles rares montre que la Sardaigne est très isolée des autres populations. Les Sardes et les Basques seraient donc les populations originelles datant de l'époque du néolithique en Europe occidentale et s'étant le plus conservé génétiquement. L'explication de cette particularité génétique semble due à la position stratégique de l'île qui a contribué à un isolement; renforcé par la forte résistance du peuple sarde face aux invasions, entraînant un patrimoine génétique n'ayant pas été soumis aux mutations du temps.
Une étude de 2016, publiée dans la revue Genetics, a retracé l'origine des Sardes en conjonction avec une race de chien de berger de l'île, le "berger sarde" ou "chien de Fonni", génétiquement isolée, localisant une lignée du Moyen-Orient et d'Europe centrale,,. Une étude de 2018 par Llorente et autres a trouvé que les Sardes actuels sont la population la plus proche du génome du reflux ouest Eurasien vers la corne de l'Afrique dans les temps anciens. Une étude réalisée en 2019 a estimé que le génome actuel de la Sardaigne provient à environ 61,4% de l'Anatolie néolithique, à 9,5% des chasseurs-cueilleurs occidentaux, à 19,1% du Ganj Dareh néolithique (Iran) et, enfin, à 10,0% des populations Yamnaya Samara.
À noter tout de même que les Sardes ne sont pas un peuple homogène du point de vue génétique : d’après les études, en effet, il existe de petites différences génétiques entre les différents villages de l’île ; à ce propos, dans une région montagneuse comme l‘Ogliastra plus loin du reste de l’Europe par rapport aux plaines et aux zones côtières. Bien que les Sardes abritent la plus forte proportion d'ascendance Néolithique parmi les Européens, il y a tout de même des variations sensibles parmi cette proportion selon la population de l’île considérée . Selon une étude publiée en 2014, la diversité génétique de certains individus sardes de différentes régions de l'île est entre 7 et 30 fois supérieure à celle d'autres ethnies européennes vivant à des milliers de kilomètres les unes des autres, comme les Espagnols et les Roumains. Un phénomène similaire est commun à certaines autres populations isolées, comme les groupes ladins vivant en Veneto et la région alpine,, où l'orographie locale ne facilite pas les communications intra régionales.
Cependant, alors qu'un très haut degré de différenciation génétique interindividuelle a été détecté à plusieurs reprises, d'autres études ont également indiqué qu'une telle variabilité ne se produit pas dans les principales macro-régions de l'île : une région sarde comme la Barbagia s'est avérée peu différente des régions côtières, comme celle de Cagliari et Oristano. Une étude de Contu et al (2008) a trouvé un degré relativement élevé d'homogénéité génétique entre les individus sardes de trois régions différentes de l'île : la zone la plus septentrionale (Tempio, Gallura), une zone centrale (Sorgono, Barbagia de Mandrolisai) et la zone sud (Cagliari, Campidano). Une autre étude, basée sur le modèle de régression logistique multinomial, suggère encore un degré élevé d'homogénéité dans la population sarde.
L'étude SardiNIA en 2015 a montré, en utilisant la statistique de différenciation FST, une différenciation génétique claire entre les Sardes (séquence du génome entier de 2120 individus de toute l'île et particulièrement de la vallée de la Lanusei) et les populations italiennes continentales (1000 génomes), et a rapporté une différence encore plus grande entre les Sardes de la vallée de la Lanusei et les autres populations européennes. Ce modèle de différenciation est également évident dans les longueurs des haplotypes entourant les loci de variants rares, avec une longueur d'haplotypes similaire pour les populations sardes et une longueur plus courte pour les populations ayant un faible degré d'ascendance commune.
Finalement, il semblerait que la Sardaigne ait pu maintenir, voire amplifier son caractère marqué d'isolement, gardant ainsi une position spécifique au sein de la variabilité génétique européenne, contrairement à la Corse qui serait plus proche des populations continentales voisines du Nord et du centre de l'Italie, et qui reste incluse au sein du groupe de populations du Nord-Ouest de l'Europe.